# 브라본 남작부인 도린 내치불
브라본 남작부인 도린 제럴딘 내치불(Doreen Geraldine Knatchbull, Baroness Brabourne, 1896년 5월 29일 ~ 1979년 8월 28일)은 아일랜드의 귀족이자 사교계 명사이다. 1979년 8월에 제1대 마운트배튼오브버마 백작 루이 마운트배튼을 겨냥한 임시 IRA의 공격으로 슬리고 카운티 해안에서 부상으로 사망했다.